# Алтаэльв
Алтаэльв (норв. Altaelva, северносаам. Álttáeatnu) — река в Норвегии. Вытекает из небольших озер в коммуне Кёутукейну на государственной границе с Финляндией. Основное направление течения — на север. Впадает в Алта-фьорд (акватория Норвежского моря), устье на территории муниципалитета (коммуны) Алта, фюльке Финнмарк. На реке несколько порогов и водопадов, в то время как нижняя её часть в основном судоходна. В среднем течении крупный каньон. Средний расход воды в устье 90 кубометров в секунду, а при паводке до 1200 кубометров в секунду. Весенние паводки обычно в мае-июне. На реке с 1987 года работает гидроэлектростанция, для работы которой превращено в водохранилище озеро Вирднеджаври.
Длина реки составляет 229 км, по другим данным 240 км. Площадь водосборного бассейна — 8963 км², по другим данным 7390 км².
Река считается одной из лучших лососевых рек, и славится крупным лососем (ежегодно вылавливается несколько тысяч особей), хотя в последние годы вылов рыбы сократился.